# Astragalomanzia
L'astragalomanzia o cubomanzia è un tipo di divinazione eseguita lanciando degli aliossi e più tardivamente i dadi.
Il termine deriva dall'unione delle parole greche astragalos, che indica un'articolazione o una vertebra di cui erano originariamente fatti i dadi, e manteia ("divinazione").

## Storia
Questa pratica risalirebbe all'antico Egitto e nel corso dei secoli se ne sono elaborate molte varianti. Secondo un mito greco conosciuto grazie ai "Proverbi" di Zenobio (I secolo d.C.) fu la dea Atena a inventare il gioco divinatorio degli astragali. Inoltre, è certo che l'uso sacerdotale degli astragali era praticato dagli indovini del Tempio di Eracle a Bura, in Acaia. Verosimilmente è dagli astragali che nacquero i Kiboi, "cubi", vale a dire i dadi numerati, da cui deriva il termine cubomanzia. Probabilmente la cubomanzia si trasformò, già in epoca antichissima, in un gioco d'azzardo; si conoscono numerose raffigurazioni, su vasi attici del VI-IV secolo a.C., di soldati greci intenti a giocare a dadi.
Anche nella penisola italica era diffusa questa pratica, chiamata anche cubomanzia. E sembra proprio ci si riferisca agli aliossi, un gioco attinente all'astragalomanzia, quando Svetonio, parlando dell'imperatore romano, Augusto, riferisce:
(Svetonio, Augustus, 71.)
L'imperatore Tiberio si recava spesso a consultare il cosiddetto "oracolo di Gerione" presso le Terme di Abano, dove un sacerdote prevedeva il futuro per mezzo di tre dadi d'oro. Si sa pure che l'imperatore Claudio era talmente esperto di cubomanzia da scrivere un trattato, di cui non è rimasta traccia. I sistemi in uso in epoca romana si sono poi tramandati nel Medioevo.
Il metodo più semplice comportava l'uso di tre dadi. Ecco alcune combinazioni e il relativo significato: 
- 666= il cosiddetto "colpo di Venere", significa che i desideri si avvereranno;
- 662= significa successo, ma non senza difficoltà;
- 644= è meglio abbandonare il progetto elaborato;
- 111= il cosiddetto "colpo del cane", significa che niente di ciò che si desidera si avvererà.

All'astragalomazia, o cubomanzia, si collega anche l'uso dei Libri di Sorte, un argomento che per la sua vastità e complessità merita di essere analizzato a parte.